# Villefranche-du-Périgord
Villefranche-du-Périgord település Franciaországban, Dordogne megyében. Lakosainak száma 671 fő (2022. január 1.). Villefranche-du-Périgord Besse, Frayssinet-le-Gélat, Marminiac, Saint-Caprais, Loubejac és Saint-Cernin-de-l’Herm községekkel határos.

## Népesség
A település népessége az elmúlt években az alábbi módon változott:
| Lakosok száma | 844  | 799  | 827  | 774  | 717  | 713  | 693  | 676  | 671  | 671  |
|               | 1968 | 1982 | 1990 | 2006 | 2013 | 2015 | 2017 | 2019 | 2020 | 2022 |